# ایر هلپ
ایرهلپ (انگلیسی: AirHelp) یک شرکت براساس تکنولوژی است که به مشتریان خدمات شرکت‌های هواپیمایی که پرواز آنها تاخیر، لغو یا فروش بیش از اندازه صندلی داشته است کمک می‌کند تا جریمه خود را از شرکت‌های خطوط هواپیمایی دریافت کنند. خدمات این شرکت برپایه قانونی در همین ارتباط است که در سال ۲۰۰۴ در کمیسیون اتحادیه اروپا به تصویب رسید است.